# Huernia hislopii
Huernia hislopii ist eine Pflanzenart aus der Unterfamilie der Seidenpflanzengewächse (Asclepiadoideae). Die drei Unterarten kommen in Simbabwe und Mosambik vor.

## Beschreibung

### Vegetative Merkmale
Huernia hislopii bildet aufrecht, zu mehreren, gelegentlich auch in Klumpen zusammen stehende, stammsukkulente Stämmchen, die etwa 5 cm lang/hoch sein können. Die Stämmchen sind im Querschnitt deutlich fünfrippig bei einem Durchmesser von etwa 0,8 cm. Es werden keine Blätter ausgebildet.

### Generative Merkmale
Die Blütezeit in den Heimatgebieten liegt zwischen Februar und März. Die Blüten stehen meist einzeln und sind aufwärts gerichtet, seltener auch liegend. Der Blütenstiel erreicht eine Länge von etwa 2,5 cm. Die zwittrigen Blüten sind radiärsymmetrisch und fünfzählig. Die fünf Kelchblätter sind 6 bis 10 mm lang und 2 mm breit. Die fünf Kronblätter sind mehr oder weniger deutlich glockenförmig verwachsen bei einem Durchmesser von 4 bis 5 cm, in Ausnahmefällen auch bis 6 cm. Die Krone ist außen und innen cremefarben, innen ist sie mit rotbraunen Punkten und Flecken gezeichnet. Die kugelige Kronröhre ist mit querverlaufenden, rotbraunen Linien versehen und der Rand spreizt sich abrupt nach außen ab. Die länglich-dreieckigen Kronblattzipfel messen 2,2 cm in der Länge und 1,8 cm in der Breite. Ihre Enden sind oft geschwänzt ausgezogen und nach außen umgebogen. Ihre Oberfläche ist rotbraun gefleckt und dicht mit cremefarbenen, etwa 1 mm großen und in eine kurze stachelähnliche Spitze ausgezogenen Papillen besetzt. Die Nebenkrone hat eine Höhe von 5,5 mm. Die interstaminalen Nebenkronblattzipfel sind annähernd rechteckig, dunkel kastanienbraun bis schwarz in der Farbe. Die staminalen Nebenkronblattzipfel sind dagegen cremefarben mit einer rotbraunen Zeichnung, 4 bis 4,5 mm hoch, stumpf endend und divergierend, selten auch nur wenig divergierend und aufrecht stehend. Die Pollinien sind gelb gefärbt.

## Vorkommen
Huernia hislopii kommt weit verbreitet in Simbabwe und Mosambik vor. Sie wächst in Mosambik auf Granithügeln und steinigen Böden.

## Systematik
Huernia hislopii wurde 1922 von William Bertram Turrill im Bulletin of Miscellaneous Information (auf S. 30) des Royal Gardens, Kew erstmals beschrieben. Das Artepitheton ehrt Alexander Hislop (etwa 1880 bis 1945), Gärtner in Kew Gardens, der das Typusexemplar bei Rusape (Simbabwe) gesammelt hatte.
Drei Unterarten von Huernia hislopii werden derzeit anerkannt:
- Huernia hislopii subsp. hislopii
- Huernia hislopii subsp. cashelensis (L.C.Leach & Plowes) Bruyns: Sie kommt nur im östlichen Simbabwe vor.[5]
- Huernia hislopii subsp. robusta L.C.Leach & Plowes: Die Triebe sind robuster, fünf- bis siebenrippig. Die Kronröhre ist länger und kaum kugelig geformt, die Basis der Kronröhre weist keine oder nur wenige schwache konzentrische rotbraune Linien auf, die Kronblattzipfel sind kürzer und selten lang zugespitzt („geschwänzt“). Huernia hislopii subsp. robusta ist auf Simbabwe beschränkt, dort gedeiht sie in der Mopane-Vegetation.[4]

## Belege